# 8º Congresso degli Stati Uniti d'America

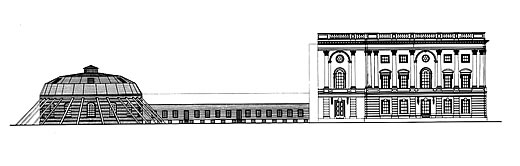
L'edificio del Campidoglio in un disegno che lo ritrae come era nel 1801.

L'8º Congresso degli Stati Uniti d'America, formato dal Senato e dalla Camera dei rappresentanti, si è riunito presso il Campidoglio di Washington, D.C. dal 4 marzo 1803 al 4 marzo 1805 durante gli ultimi due anni della presidenza di Thomas Jefferson. In questo Congresso il Partito Democratico-Repubblicano ha mantenuto il controllo della maggioranza sia al Senato che alla Camera dei rappresentanti. Questo Congresso ha visto un aumento del numero dei seggi sia al Senato che alla Camera dei rappresentanti, la cui ripartizione fra i diversi stati è avvenuta sulla base del secondo censimento della storia degli Stati Uniti, realizzato nel 1800.

## Contesto ed eventi importanti
L'8º Congresso ha dovuto subito affrontare la questione della Louisiana. Se, da una parte, il presidente Jefferson si mostrò piuttosto restio a procedere alla sua acquisizione, fu il Congresso e la sua maggioranza democratico-repubblicana a spingere e convincere il presidente a muoversi verso il suo acquisto. Oltre alla questione della Louisiana, il Congresso fu interessato da un notevole scontro politico tra il Partito Democratico-Repubblicano e il Partito Federalista riguardo alla nomina e alla rimozione di alcuni giudici federali. La maggioranza democratico-repubblicana riuscì a rimuovere (con la procedura di impeachment) un giudice distrettuale vicino ai federalisti, mentre il Partito Federalista riuscì a bloccare al Senato il tentativo della maggioranza alla Camera di rimuovere il giudice della Corte suprema Samuel Chase (anch'esso sottoposto all'impeachment).

### Cronologia
- 4 luglio 1803 - Gli Stati Uniti acquistano dalla Francia il territorio della Louisiana. La Francia controllava il territorio dal 1699 per poi cederlo alla Spagna nel 1762. Nel 1800 Napoleone era riuscito a riaffermare il controllo francese su questo territorio, nell'ambito del suo progetto di ricostituzione dell'impero coloniale francese. Tuttavia diversi avvenimenti (fra cui il fallimento nella repressione di una rivolta nell'isola di Santo Domingo) e il timore di entrare in conflitto con l'Impero britannico convinsero Napoleone ad abbandonare il suo progetto e a cedere questo territorio agli Stati Uniti. Durante le trattative tra il ministro del Tesoro francese François-Barbé-Marbois e i diplomatici americani (James Monroe e Robert R. Livingston) venne stabilita la cifra per il passaggio di proprietà del terreno: 15 milioni di dollari. L'accordo venne quindi approvato e ratificato dal Congresso.
- 16 febbraio 1804 - Durante la prima guerra barbaresca contro le potenze costiere del Nordafrica (il primo conflitto che vide protagonisti gli Stati Uniti fuori del suo territorio), Stephen Decatur guida un'azione militare per affondare la fregata Philadelphia, catturata dai pirati nordafricani.
- 12 marzo 1804 - Accusato di essere politicamente influenzato nello svolgimento delle sue funzioni, su impulso del presidente Jefferson (il quale vuole, come il Partito Democratico-Repubblicano nel suo insieme, indebolire il ruolo dei giudici di nomina federalista) il giudice della Corte suprema Samuel Chase viene sottoposto alla procedura di impeachment dopo un voto alla Camera in favore dell'attivazione della procedura (73 a favore, 32 contrari)[2].
- 14 maggio 1804 - Meriwether Lewis e William Clark partono dalla foce del fiume Dubois alla volta della costa pacifica del continente americano. La missione esplorativa, ordinata direttamente dal presidente Jefferson, ha lo scopo di studiare la botanica, la geologia e le specie animali della regione, nonché di valutare eventuali interferenze da parte di cacciatori di pelli e commercianti inglesi o franco-canadesi, i quali già da diverso tempo si sono stabiliti nell'area. Cominciano il viaggio spingendosi lungo il fiume Missouri.
- 11 luglio 1804 - In un duello, il vicepresidente Aaron Burr ferisce mortalmente l'ex segretario al tesoro Alexander Hamilton. Il duello pone fine ad una lunga rivalità tra i due, iniziata quando Burr aveva ottenuto un seggio al Senato in rappresentanza dello stato di New York a discapito del suocero di Hamilton, Philip Schuyler. Hamilton si vendicherà ostacolando la candidatura di Burr alla presidenza nelle travagliate elezioni presidenziali del 1800 (nelle quali risulterà vincitore Thomas Jefferson) e poi nelle elezioni per la carica di governatore dello stato di New York (elezioni poi vinte da Morgan Lewis).
- 3 dicembre 1804 - Con le elezioni presidenziali del 1804, Thomas Jefferson viene riconfermato presidente degli Stati Uniti, battendo il federalista Charles Cotesworth Pinckney.
- 1º marzo 1805 - Nonostante il Partito Democratico-Repubblicano abbia il controllo del Senato, dopo il processo di impeachment (celebrato in febbraio) il giudice Samuel Chase viene assolto dal Senato.

## Emendamenti alla Costituzione
- 9 dicembre 1803 - Sulla scorta dell'esperienza problematica dell'elezione presidenziale del 1800, viene promosso ed approvato dal Congresso un emendamento per modificare la procedura elettiva presidenziale
- 15 giugno 1804 - L'emendamento entra ufficialmente a far parte della Costituzione dopo la richiesta ratifica di almeno 13 stati dell'Unione.

## Trattati
- 20 ottobre 1803 - Il Senato ratifica l'acquisto della Louisiana.

## Nuovi territori
- 26 marzo 1804: 2 Stat. 283, ch. 38 - Dal territorio acquistato della Louisiana viene ricavato un Territorio di Orleans e un Distretto della Louisiana (la divisione passa sulla linea del 33º parallelo).
- 11 gennaio 1805: 2 Stat. 309, ch. 5 - Viene istituito il Territorio del Michigan.
- 3 marzo 1805: 2 Stat. 331, ch. 31 - Il Distretto della Louisiana viene trasformato in Territorio della Louisiana.

## Partiti

### Senato
|                               | Partiti         | Partiti |         |   |
| ----------------------------- | --------------- | ------- | ------- | - |
|                               |                 |         |         |   |
| Democratico-Repubblicano (DR) | Federalista (F) | Totali  | Vacanti |   |
| Congresso precedente          | 18              | 14      | 32      | 2 |
|                               |                 |         |         |   |
| Inizio                        | 21              | 9       | 30      | 4 |
| Fine                          | 25              | 9       | 34      | 0 |
| % Fine                        | 73,5%           | 26,5%   |         |   |
|                               |                 |         |         |   |
| Inizio Congresso successivo   | 27              | 7       | 34      | 0 |

### Camera dei rappresentanti
|                             | Partiti                       | Partiti         |        |         |
| --------------------------- | ----------------------------- | --------------- | ------ | ------- |
|                             |                               |                 |        |         |
|                             | Democratico-Repubblicano (DR) | Federalista (F) | Totali | Vacanti |
| Congresso precedente        | 64                            | 41              | 105    | 3       |
|                             |                               |                 |        |         |
| Inizio                      | 100                           | 39              | 139    | 3       |
| Fine                        | 101                           | 39              | 140    | 2       |
| % Fine                      | 72,1%                         | 27,9%           |        |         |
|                             |                               |                 |        |         |
| Inizio Congresso successivo | 113                           | 26              | 139    | 3       |

## Leadership

### Senato
- Il presidente del Senato Aaron Burr.Presidente: Aaron Burr (DR)
- Presidente pro tempore:

Il presidente del Senato Aaron Burr.

  - John Brown (DR), dal 17 ottobre 1803 al 26 febbraio 1804
  - Jesse Franklin (DR), dal 10 marzo 1804 al 4 novembre 1804
  - Joseph Anderson (DR), dal 15 gennaio 1805 al 1º dicembre 1805

### Camera dei rappresentanti
- Speaker: Nathaniel Macon (DR)

## Membri

### Senato
I senatori sono eletti ogni due anni e ad ogni Congresso ne viene rinnovato un terzo. Prima del nome di ogni senatore viene indicata la "classe", ovvero il ciclo di elezioni in cui è stato eletto. Nell'8º Congresso furono sottoposti ad elezione i senatori di classe 2.
Carolina del Nord
- 2. Jesse Franklin (DR)
- 3. David Stone (DR)

Carolina del Sud
- 2. Thomas Sumter (DR)
- 3. Pierce Butler (DR), fino al 21 novembre 1804

     John Gaillard (DR), dal 6 dicembre 1804
Connecticut
- 1. James Hillhouse (F)
- 3. Uriah Tracy (F)

Delaware
- 1. Samuel White (F)
- 2. William H. Wells (F), fino al 6 novembre 1804

     James A. Bayard (F), dal 13 novembre 1804
Georgia
- 2. Abraham Baldwin (DR)
- 3. James Jackson (DR)

Kentucky
- 2. John Brown (DR)
- 3. John Breckinridge (DR)

Maryland
- 1. Samuel Smith (DR)
- 3. Robert Wright (DR)

Massachusetts
- 1. John Quincy Adams (F)
- 2. Timothy Pickering (F)

New Hampshire
- 2. Simeon Olcott (F)
- 3. William Plumer (F)

New Jersey
- 1. John Condit (DR), dal 1º settembre 1803
- 2. Jonathan Dayton (F)

New York
- 1. Theodorus Bailey (DR), fino al 16 gennaio 1804

     John Armstrong, Jr. (DR), dal 25 febbraio 1804 al 30 giugno 1804
     Samuel L. Mitchill (DR), dal 23 novembre 1804
- 3. DeWitt Clinton (DR), fino al 4 novembre 1803

     John Armstrong, Jr. (DR), dal 7 dicembre 1803 al 23 febbraio 1804
     John Smith (DR), dal 23 febbraio 1804
Ohio
- 1. John Smith (DR), dal 1º aprile 1803
- 3. Thomas Worthington (DR), dal 1º aprile 1803

Pennsylvania
- 1. Samuel Maclay (DR)
- 3. George Logan (DR)

Rhode Island
- 1. Samuel J. Potter (DR), fino al 14 ottobre 1804

     Benjamin Howland (DR), dal 29 ottobre 1804
- 2. Christopher Ellery (DR)

Tennessee
- 1. Joseph Anderson (DR), dal 22 settembre 1803
- 2. William Cocke (DR)

Vermont
- 1. Israel Smith (DR)
- 3. Stephen R. Bradley (DR)

Virginia
- 1. Stevens Mason (DR), fino al 10 maggio 1803

     John Taylor (DR), dal 4 giugno 1803 al 7 dicembre 1803
     Abraham B. Venable (DR), dal 7 dicembre 1803 al 7 giugno 1804
     William B. Giles (DR), dall'11 agosto 1804 al 4 dicembre 1804
     Andrew Moore (DR), dal 4 dicembre 1804
- 2. Wilson Nicholas (DR), fino al 22 maggio 1804

     Andrew Moore (DR), dall'11 agosto 1804 al 4 dicembre 1804
     William B. Giles (DR), dal 4 dicembre 1804

### Camera dei rappresentanti
Nell'elenco, prima del nome del membro, viene indicato il distretto elettorale di provenienza o se quel membro è stato eletto in un collegio unico (at large).
Carolina del Nord
- 1. Thomas Wynns (DR)
- 2. Willis Alston (DR)
- 3. William Kennedy (DR)
- 4. William Blackledge (DR)
- 5. James Gillespie (DR), fino all'11 gennaio 1805

     Vacante dall'11 gennaio 1805
- 6. Nathaniel Macon (DR)
- 7. Samuel D. Purviance (F)
- 8. Richard Stanford (DR)
- 9. Marmaduke Williams (DR)
- 10. Nathaniel Alexander (DR)
- 11. James Holland (DR)
- 12. Joseph Winston (DR)

Carolina del Sud
- 1. Thomas Lowndes (F)
- 2. William Butler, Sr. (DR)
- 3. Benjamin Huger (F)
- 4. Wade Hampton I (DR)
- 5. Richard Winn (DR)
- 6. Levi Casey (DR)
- 7. Thomas Moore (DR)
- 8. John B. Earle (DR)

Connecticut
- At-large. Simeon Baldwin (F), dal 5 settembre 1803
- At-large. Samuel W. Dana (F)
- At-large. John Davenport (F)
- At-large. Calvin Goddard (F)
- At-large. Roger Griswold (F)
- At-large. John Cotton Smith (F)
- At-large. Benjamin Tallmadge (F)

Delaware
- At-large. Caesar A. Rodney (DR)

Georgia
- At-large. Joseph Bryan (DR)
- At-large. Peter Early (DR)
- At-large. Samuel Hammond (DR), fino al 2 febbraio 1805

     Vacante dal 2 febbraio 1805
- At-large. David Meriwether (DR)

Kentucky
- 1. Matthew Lyon (DR)
- 2. John Boyle (DR)
- 3. Matthew Walton (DR)
- 4. Thomas Sandford (DR)
- 5. John Fowler (DR)
- 6. George M. Bedinger (DR)

Maryland
- 1. John Campbell (F)
- 2. Walter Bowie (DR)
- 3. Thomas Plater (F)
- 4. Daniel Hiester (DR), fino al 7 marzo 1804

     Roger Nelson (DR), dal 6 novembre 1804
- 5A. William McCreery (DR)
- 5B. Nicholas R. Moore (DR)
- 6. John Archer (DR)
- 7. Joseph H. Nicholson (DR)
- 8. John Dennis (F)

Massachusetts
- 1. William Eustis (DR)
- 2. Jacob Crowninshield (DR)
- 3. Manasseh Cutler (F)
- 4. Joseph B. Varnum (DR)
- 5. Thomas Dwight (F)
- 6. Samuel Taggart (F)
- 7. Nahum Mitchell (F)
- 8. Lemuel Williams (F)
- 9. Phanuel Bishop (DR)
- 10. Seth Hastings (F)
- 11. William Stedman (F)
- 12. Thomson J. Skinner (DR), fino al 10 agosto 1804

     Simon Larned (DR), dal 5 novembre 1804
- 13. Ebenezer Seaver (DR)
- 14. Richard Cutts (DR)
- 15. Peleg Wadsworth (F)
- 16. Samuel Thatcher (F)
- 17. Phineas Bruce (F)

New Hampshire
- At-large. Silas Betton (F)
- At-large. Clifton Clagett (F)
- At-large. David Hough (F)
- At-large. Samuel Hunt (F)
- At-large. Samuel Tenney (F)

New Jersey
- At-large. Adam Boyd (DR)
- At-large. Ebenezer Elmer (DR)
- At-large. William Helms (DR)
- At-large. James Mott (DR)
- At-large. James Sloan (DR)
- At-large. Henry Southard (DR)

New York
- 1. John Smith (DR), fino al 23 febbraio 1804

     Samuel Riker (DR), dal 5 novembre 1804
- 2. Joshua Sands (F)
- 3. Samuel L. Mitchill (DR), fino al 22 novembre 1804

     George Clinton, Jr. (DR), dal 14 febbraio 1805
- 4. Philip Van Cortlandt (DR)
- 5. Andrew McCord (DR)
- 6. Isaac Bloom (DR), fino al 26 aprile 1803

     Daniel C. Verplanck (DR), dal 17 ottobre 1803
- 7. Josiah Hasbrouck (DR), dal 17 ottobre 1803
- 8. Henry W. Livingston (F)
- 9. Killian K. Van Rensselaer (F)
- 10. George Tibbits (F)
- 11. Beriah Palmer (DR)
- 12. David Thomas (DR)
- 13. Thomas Sammons (DR)
- 14. Erastus Root (DR)
- 15. Gaylord Griswold (F)
- 16. John Paterson (DR)
- 17. Oliver Phelps (DR)

Ohio
- At-large. Jeremiah Morrow (DR), dal 17 ottobre 1803

Pennsylvania
- 1A. Joseph Clay (DR)
- 1B. Michael Leib (DR)
- 1C. Jacob Richards (DR)
- 2A. Robert Brown (DR)
- 2B. Frederick Conrad (DR)
- 2C. Isaac Van Horne (DR)
- 3A. Isaac Anderson (DR)
- 3B. Joseph Hiester (DR)
- 3C. John Whitehill (DR)
- 4A. David Bard (DR)
- 4B. John A. Hanna (DR)
- 5. Andrew Gregg (DR)
- 6. John Stewart (DR)
- 7. John Rea (DR)
- 8. William Findley (DR)
- 9. John Smilie (DR)
- 10. William Hoge (DR), fino al 15 ottobre 1804

     John Hoge (DR), dal 2 novembre 1804
- 11. John B.C. Lucas (DR)

Rhode Island
- At-large. Nehemiah Knight (DR)
- At-large. Joseph Stanton, Jr. (DR)

Tennessee
- At-large. George W. Campbell (DR)
- At-large. William Dickson (DR)
- At-large. John Rhea (DR)

Vermont
- 1. Gideon Olin (DR)
- 2. James Elliot (F)
- 3. William Chamberlain (F)
- 4. Martin Chittenden (F)

Virginia
- 1. John G. Jackson (DR)
- 2. James Stephenson (F)
- 3. John Smith (DR)
- 4. David Holmes (DR)
- 5. Thomas Lewis, Jr. (F), fino al 5 marzo 1804

     Andrew Moore (DR), dal 5 marzo 1804 all'11 agosto 1804
     Alexander Wilson (DR), dal 4 dicembre 1804
- 6. Abram Trigg (DR)
- 7. Joseph Lewis, Jr. (F)
- 8. Walter Jones (DR)
- 9. Philip R. Thompson (DR)
- 10. John Dawson (DR)
- 11. Anthony New (DR)
- 12. Thomas Griffin (F)
- 13. John J. Trigg (DR), fino al 17 maggio 1804

     Christopher H. Clark (DR), dal 5 novembre 1804
- 14. Matthew Clay (DR)
- 15. John Randolph (DR)
- 16. John W. Eppes (DR)
- 17. Thomas Claiborne (DR)
- 18. Peterson Goodwyn (DR)
- 19. Edwin Gray (DR)
- 20. Thomas Newton, Jr. (DR)
- 21. Thomas M. Randolph, Jr. (DR)
- 22. John Clopton (DR)

#### Membri non votanti
Territorio del Mississippi
- William Lattimore

## Cambiamenti nella rappresentanza

### Senato
| Stato (classe)       | Membro precedente        | Ragione del cambiamento                                                                                         | Successore               | Data della successione                  |
| -------------------- | ------------------------ | --- | ------------------------ | --------------------------------------- |
| Ohio (1)             | Seggio vacante           | Elezioni non tenute                                                                                             | John Smith (DR)          | Insediato il 1º aprile 1803             |
| Ohio (3)             | Seggio vacante           | Elezioni non tenute                                                                                             | Thomas Worthington (DR)  | Insediato il 1º aprile 1803             |
| New Jersey (1)       | Seggio vacante           | Elezioni non tenute                                                                                             | John Condit (DR)         | Insediato il1º settembre 1803           |
| Tennessee (1)        | Seggio vacante           | Elezioni non tenute                                                                                             | Joseph Anderson (DR)     | Eletto il 22 settembre 1803             |
| Virginia (1)         | Stevens Mason (DR)       | Mason è deceduto il 10 maggio 1803                                                                              | John Taylor (DR)         | Nominato ad interim il 4 giugno 1803    |
| New York (3)         | DeWitt Clinton (DR)      | Clinton si è dimesso il 4 novembre 1803 per assumere la carica di sindaco di New York.                          | John Armstrong, Jr. (DR) | Nominato il 7 dicembre 1803             |
| Virginia (1)         | John Taylor (DR)         | L'incarico ad interim di Taylor è scaduto il 7 dicembre 1803.                                                   | Abraham B. Venable (DR)  | Eletto il 7 dicembre 1803               |
| New York (1)         | Theodorus Bailey (DR)    | Bailey si è dimesso il 16 gennaio 1804 per diventare il direttore del Servizio postale della città di New York. | John Armstrong, Jr. (DR) | Nominato ad interim il 25 febbraio 1804 |
| New York (3)         | John Armstrong, Jr. (DR) | L'incarico ad interim di Armstrong, Jr. è scaduto il 23 febbraio 1804.                                          | John Smith (DR)          | Eletto il 23 febbraio 1804              |
| Virginia (2)         | Wilson Nicholas (DR)     | Nicholas si è dimesso il 22 maggio 1804 per assumere la carica di Direttore della dogana del porto di Norfolk.  | Andrew Moore (DR)        | Nominato ad interim l'11 agosto 1804    |
| Virginia (1)         | Abraham B. Venable (DR)  | Venable si è dimesso il 7 giugno 1804.                                                                          | William B. Giles (DR)    | Nominato ad interim l'11 agosto 1804    |
| New York (1)         | John Armstrong, Jr. (DR) | Armstrong, Jr. si è dimesso il 30 giugno 1804 per essere stato nominato ambasciatore in Francia.                | Samuel L. Mitchill (DR)  | Insediato il 23 novembre 1804           |
| Rhode Island (1)     | Samuel J. Potter (DR)    | Potter è deceduto il 14 ottobre 1804.                                                                           | Benjamin Howland (DR)    | Insediato il 29 ottobre 1804            |
| Delaware (2)         | William H. Wells (F)     | Wells si è dimesso il 6 novembre 1804.                                                                          | James A. Bayard (F)      | Insediato il 13 novembre 1804           |
| Carolina del Sud (3) | Pierce Butler (DR)       | Butler si è dimesso il 21 novembre 1804.                                                                        | John Gaillard (DR)       | Insediato il 6 dicembre 1804            |
| Virginia (1)         | William B. Giles (DR)    | L'incarico ad interim di Giles è scaduto il 4 dicembre 1804.                                                    | Andrew Moore (DR)        | Eletto il 4 dicembre 1804               |
| Virginia (2)         | Andrew Moore (DR)        | L'incarico ad interim di Moore è scaduto il 4 dicembre 1804.                                                    | William B. Giles (DR)    | Eletto il 4 dicembre 1804               |

### Camera dei rappresentanti
| Distretto            | Membro precedente       | Ragione del cambiamento | Successore                | Data della successione |
| -------------------- | ----------------------- | --- | ------------------------- | ---------------------- |
| 7° New York          | Seggio vacante          | Il rappresentante eletto John Cantine (DR) si è dimesso prima dell'inizio dei lavori del Congresso.                                                     | Josiah Hasbrouck (DR)     | 17 ottobre 1803        |
| At-large Connecticut | Seggio vacante          | Il rappresentante eletto Elias Perkins (F) ha rinunciato alla carica. Sono state indette nuove elezioni.                                                | Simeon Baldwin (F)        | 17 ottobre 1803        |
| At-large. Ohio       | Seggio vacante          | Il seggio è rimasto vacante fino alle special elections del 21 giugno 1803.                                                                             | Jeremiah Morrow (DR)      | 17 ottobre 1803        |
| 6° New York          | Isaac Bloom (DR)        | Bloom è deceduto il 26 aprile 1803. | Daniel C. Verplanck (DR)  | 17 ottobre 1803        |
| 1° New York          | John Smith (DR)         | Smith si è dimesso il 23 febbraio 1804 dopo essere stato eletto senatore.                                                                               | Samuel Riker (DR)         | 5 novembre 1804        |
| 5° Virginia          | Thomas Lewis, Jr. (F)   | Lewis, Jr. ha perso il seggio dopo che la Camera dei rappresentanti (su istanza dello sfidante Moore) ha valutato non regolare il risultato elettorale. | Andrew Moore (DR)         | 5 marzo 1804           |
| 4° Maryland          | Daniel Hiester (DR)     | Hiester è deceduto il 7 marzo 1804. | Roger Nelson (DR)         | 6 novembre 1804        |
| 13° Virginia         | John J. Trigg (DR)      | Trigg è deceduto il 17 maggio 1804. | Christopher H. Clark (DR) | 5 novembre 1804        |
| 12° Massachusetts    | Thomson J. Skinner (DR) | Skinner si è dimesso il 10 agosto 1804. | Simon Larned (DR)         | 5 novembre 1804        |
| 5° Virginia          | Andrew Moore (DR)       | Moore si è dimesso l'11 agosto 1804 dopo essere stato nominato senatore.                                                                                | Alexander Wilson (DR)     | 4 dicembre 1804        |
| 10° Pennsylvania     | William Hoge (DR)       | Hoge si è dimesso il 15 ottobre 1804. | John Hoge (DR)            | 2 novembre 1804        |
| 3° New York          | Samuel L. Mitchill (DR) | Mitchill si è dimesso il 22 novembre 1804, dopo essere stato nominato senatore.                                                                         | George Clinton, Jr. (DR)  | 14 febbraio 1804       |
| 5° Carolina del Nord | James Gillespie (DR)    | Gillespie è deceduto l'11 gennaio 1805. | Seggio vacante            |                        |
| At-large Georgia     | Samuel Hammond (DR)     | Hammond si è dimesso il 2 febbraio 1805, dopo essere diventato governatore civile e militare per il Territorio della Louisiana Settentrionale.          | Seggio vacante            |                        |

## Comitati
Qui di seguito si elencano i singoli comitati e i presidenti di ognuno (se disponibili).

### Senato
- Whole

### Camera dei rappresentanti
- Claims
- Commerce and Manifactures
- Elections
- Revisal and Unfinished Business
- Rules (select committee)
- Standards of Official Conduct
- Ways and Means
- Whole

### Comitati bicamerali (Joint)
- Enrolled Bills